# Arrondissement Saint-Georges
Saint-Georges is het meest oostelijk gelegen arrondissement van de drie in het Franse overzees departement Frans-Guyana. De onderprefectuur is Saint-Georges-de-l'Oyapock.
Het arrondissement werd gecreëerd eind 2022 door afsplitsing van het arrondissement Cayenne. Dit gebeurde om het bestuurlijk gezag in het strategische grensgebied met Brazilië te versterken.

## Geografie
Het arrondissement is 25.560 km² groot en grenst in het zuiden en het oosten aan Brazilië.
Het zuidwesten van het arrondissement is het meest bergachtig. Door het arrondissement stromen onder meer de Approuague en de Oiapoque. In de Oiapoque bevinden zich drie watervallen: de Cachoeira Acaraiou, de Cachoeira Cainoura en de Cachoeira Goiabeiras.
Het binnenland van het arrondissement kent geen netwerk van verharde wegen. Wel zijn er de autoweg N2 tussen Cayenne en Saint-Georges-de-l'Oyapock en de luchthaven van Saint-Georges.

## Gemeenten
Het arrondissement is samengesteld uit de volgende 4 gemeenten:
| Nr. | Gemeente      | Inwoners | Oppervlakte |
| --- | ------------- | -------- | ----------- |
| 9   | Camopi        | 2.146    | 10.030 km²  |
| 10  | Saint-Georges | 4.505    | 2.320 km²   |
| 11  | Ouanary       | 251      | 1.080 km²   |
| 12  | Régina        | 1.655    | 12.130 km²  |

| Kaart                                  |
| -------------------------------------- |
|                                        |
| Arrondissement Saint-Georges (magenta) |